# 中共广东南路特委旧址遗风小学
中共广东南路特委旧址遗风小学，位于中国广东省湛江市坡头区官渡镇泮北村，为湛江市的一个市级文物保护单位，类型为近现代重要史迹及代表性建筑，公布时间为1999年9月15日。
中共广东南路特委旧址遗风小学的历史年代为1937年。